# Глебов, Михаил Николаевич
Михаи́л Никола́евич Гле́бов (1804—1851) — декабрист.

## Биография
Происходил из дворянского рода Глебовых; отец — коллежский советник Николай Михайлович Глебов; у матери в Путивльском уезде Курской губернии было имение (700 душ) — полузаложенное, с большими долгами.
С 13 июня 1818 года воспитывался в петербургском Благородном пансионе, окончив который 15 августа 1821 года и получив чин губернского секретаря, поступил на службу в департамент Министерства юстиции. В 1824 году(25 февраля) был произведён в коллежские секретари, с 1 июля служил помощником письмоводителя в Государственной комиссии погашения долгов.
Участвовал в восстании на Сенатской площади. Солдаты Московского полка пришли на площадь без шинелей. Глебов дал солдатам сто рублей для покупки вина. Из-за этого пошёл миф о том, что на площади буйствовали пьяные. Оставался на площади до тех пор, пока не выстроилась Конная гвардия; после этого ушёл домой. Был арестован и доставлен в Петропавловскую крепость 17 декабря 1825 года — в каземат № 3 бастиона Петра II (затем переведён в № 33 Кронверкской куртины).

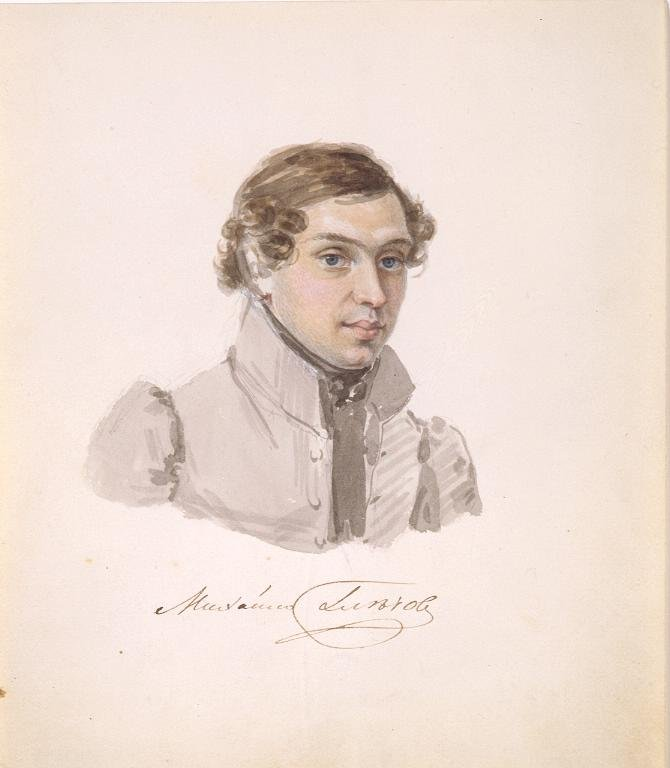
Портрет Михаила Николаевича Глебова, кисти Н. А. Бестужева, 1832 г.

Следствию не удалось установить принадлежность Глебова к тайным обществам декабристов. Отвечая на вопросы Следственного комитета, он писал: «Готовясь к гражданской службе, я обращал большие старания на изучения права и политической экономии, а начала свободного образа мыслей назвать не могу, они постепенно развертывались во мне, сначала это было чувство любви к человечеству, потом желание блага земле родной. Сообщество и чтение много способствовали к распространению сих мыслей». Поначалу считалось, что он случайно пристал к восставшим. Однако полученные свидетельства — то, что М. Н. Глебов — во время восстания 14 декабря на Сенатской площади Петербурга был очень активен (в руках у него была шпага), приносил восставшим известия, услышанные в народе, пожертвовал 100 рублей на угощение замерзших солдат (по тем временам сумма очень большая), знал о заговоре и после разгрома восстания посещал квартиры его руководителей Рылеева и Бестужева, а также отрицание на допросах о принадлежности к тайному обществу, были положены в основу приговора. В конце февраля 1826 года мать Глебова обратилась с прошением к Николаю I, в котором, в частности, писала: «Скорбь и горесть матери видеть в несчастии сына, едва вышедшего из юношества, составлявшего всю опору мою, помощь в семейных трудах с восьмью малолетними его братьями и сестрами, лишенными недавно отца. Не знаю преступления сына моего. Но! Открытое сердце сего несчастного утешает меня, что он не злодей, но может завлеченный по неопытности» — прошение было оставлено без внимания.
Осужден по V разряду 10 июля 1826 года и приговорен к каторжным работам сроком на 10 лет; 22 августа срок каторги сокращён до 6 лет. Отправлен из Петропавловской крепости в Сибирь 5 февраля 1827 года; в Читинский острог прибыл 22 марта 1827 года; с сентября 1830 года находился в Петровском заводе.
По окончании срока каторги в августе 1832 года был отправлен на поселение в село Кабанское Верхнеудинского округа Иркутской губернии (ныне — село Кабанск в Бурятии). В Кабанском имел собственный дом и, как вспоминал о нём позже в своих «Записках» А. Е. Розен: «сначала вел мелочную продажу в лавочке, потом скучал и все жаждал и скучал…».
Из-за болезни Глебов написал прошение Иркутскому генерал-губернатору о переводе его из Кабанска в Братский острог Нижнеудинского округа, где на поселении жил П. А. Муханов. Иркутский генерал-губернатор С. Б. Броневский, препровождая письмо шефу корпуса жандармов А. X. Бенкендорфу, отметил, что по просьбе о перемещений Глебова «в Братский острог, где по объяснению его болезненном состоянии он всегда найдет заботливость и попечение, могущие облегчить его страдания с поселенным там его товарищем Мухановым», не находит «никакого препятствия». Лишь спустя пять лет, на повторное обращение генерал-губернатора Восточной Сибири 2 марта 1841 года, шеф жандармов 5 июня 1841 года ответил, что находит неудобным «входить в сем с всеподданнейшим представлением» по замечании «закостенелости последнего в своих заблуждениях».
Пророческим оказалось письмо Муханова своей невесте из Петровского Завода: «Мы попрощались сегодня с господином Глебовым, которого мы все очень любим. Одному богу известно, как он будет жить на поселении. Уезжающих отсюда ожидает совершенно иная жизнь. Образ жизни настолько зависит от места поселения, что к этому трудно приготовиться заранее. Уезжают отсюда часто совсем без денег, неизвестно куда, неизвестно, кем станут — пахарем, рыбаком, торговцем. Единственно, что не вызывает сомнения, — это то, что ждёт одиночество».
Глебов погиб от побоев и отравления грабителей в Кабанской слободе 19 (31) октября 1851 года. Виновными были признаны унтер-офицер Кабанской этапной команды Илья Жуков и крестьянская дочь Наталья Юрьева. Могила Глебова не сохранилась.